# Giro di Romagna 1973
Il Giro di Romagna 1973, quarantanovesima edizione della corsa, si svolse il 1º maggio 1973 su un percorso di 232 km. La vittoria fu appannaggio dell'italiano Wladimiro Panizza, che completò il percorso in 5h37'00", precedendo il connazionale Michele Dancelli e il colombiano Martín Emilio Rodríguez.

## Ordine d'arrivo (Top 10)
| Pos. | Corridore               | Squadra            | Tempo    |
| ---- | ----------------------- | ------------------ | -------- |
| 1    | Wladimiro Panizza       | G.B.C.-Sony        | 5h37'00" |
| 2    | Michele Dancelli        | Scic               | s.t.     |
| 3    | Martín Emilio Rodríguez | Bianchi-Campagnolo | s.t.     |
| 4    | Ottavio Crepaldi        | Zonca              | a 15"    |
| 5    | Felice Gimondi          | Bianchi-Campagnolo | a 17"    |
| 6    | Franco Bitossi          | Sammontana         | s.t.     |
| 7    | Ercole Gualazzini       | Bianchi-Campagnolo | s.t.     |
| 8    | Aldo Parecchini         | Molteni            | s.t.     |
| 9    | Marcello Osler          | Sammontana         | s.t.     |
| 10   | Giuliano Dominoni       | Dreherforte        | s.t.     |